# Cultura de la Toscana

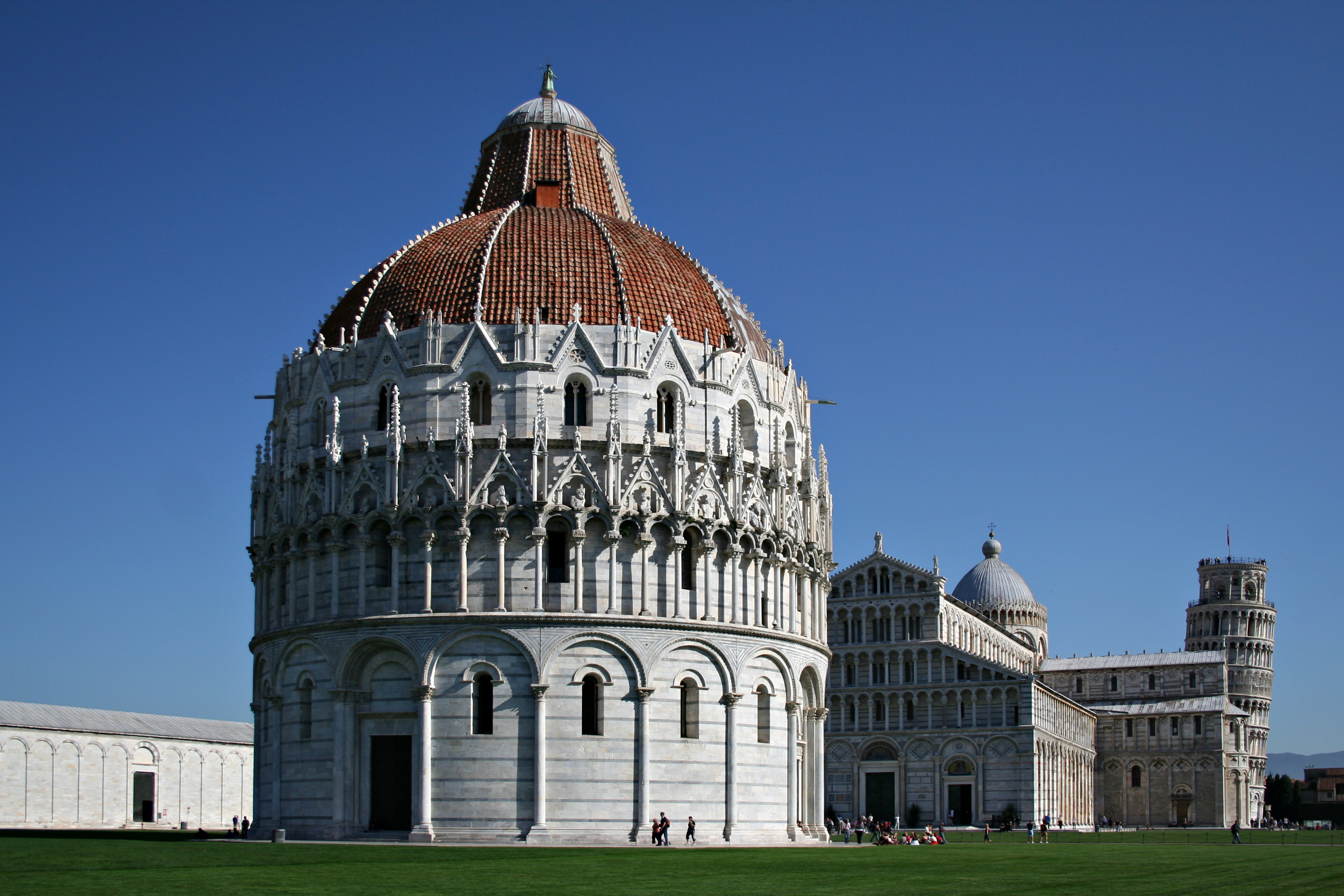
Vista de la Piazza dei Miracoli de Pisa, declarada Patrimoni de la Humanitat per la UNESCO.

La cultura de Toscana és coneguda pel seu ric llegat artístic i la gran influència que ha exercit a la cultura d'Itàlia. Està generalitzada la idea que és el veritable lloc de naixement del Renaixement italià. Va ser la llar d'alguns dels personatges més influents en la història de l'art i la ciència, com Petrarca, Dante, Botticelli, Miquel Àngel, Leonardo da Vinci, Galileo Galilei, Amerigo Vespucci i Puccini. A causa d'això, la regió té diversos museus, com els Uffizi o el Palau Pitti.
Sis localitats han estat designats llocs Patrimoni de la Humanitat per la UNESCO: el centre històric de Florència (1982), el centre històric de Siena (1995), la Piazza dei Miracoli de la Catedral de Pisa (1987), el centre històric de San Gimignano (1990), el centre històric de Pienza (1996), la Vall de l'Orcia (2004), i les Vil·les i jardins Mèdici a la Toscana (2013). A més a més, la Toscana té més de 120 reserves naturals protegides. Això fa de la Toscana i de la seva capital, Florència, llocs molt populars per al turisme, que atreuen milions de turistes cada any. La pròpia Florència rep una mitjana de deu milions de turistes a l'any, sent-ne una de les ciutats més visitades del món -el 2012-, la ciutat es va convertir en la ciutat 89a més visitada del món, amb més de 1.835 milions d'arribades.

## Centres artístics

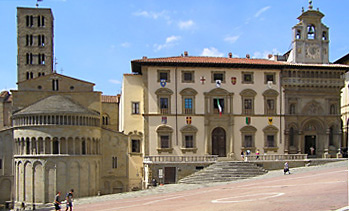
Piazza Grande d'Arezzo

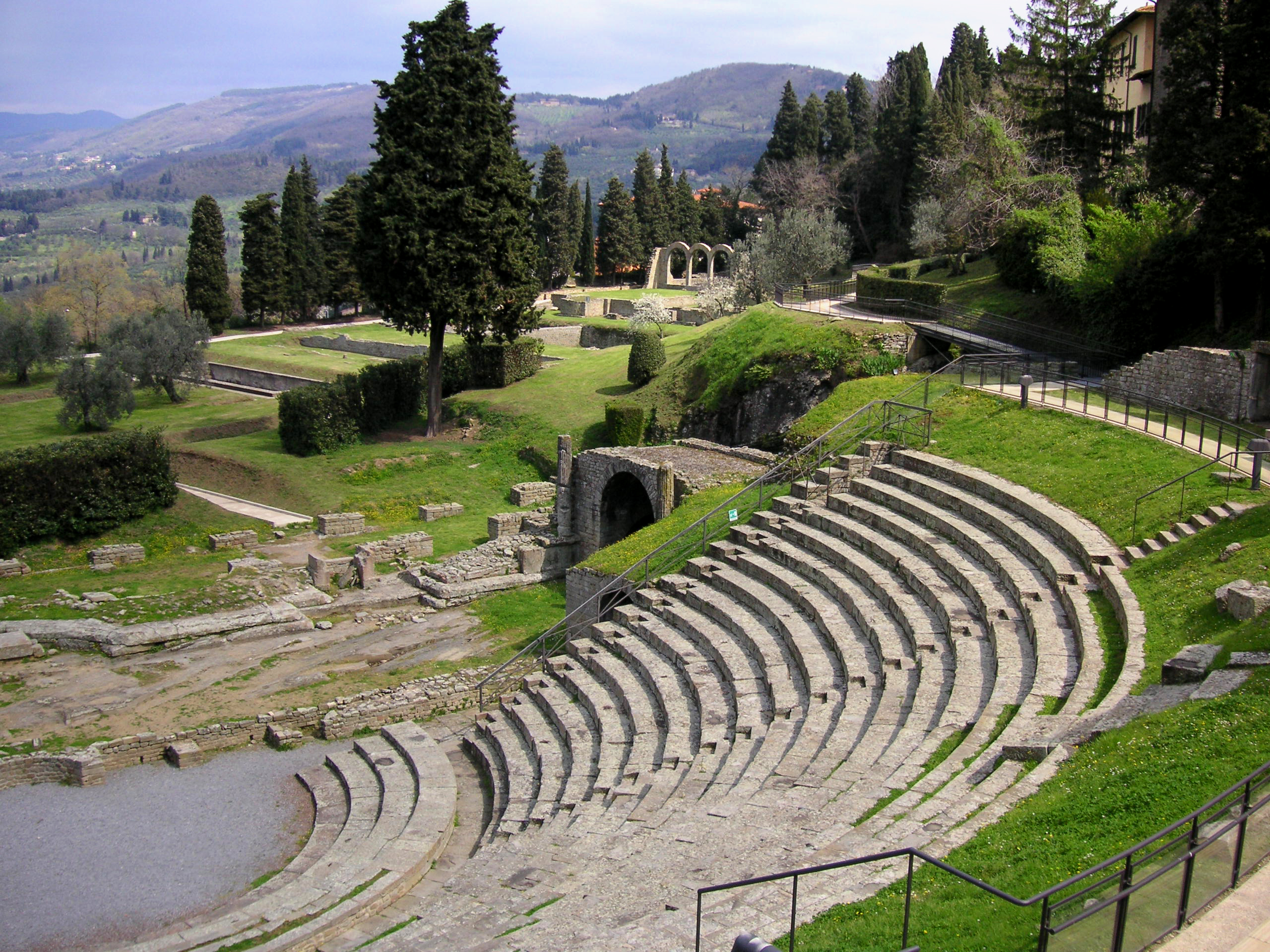
Zona arqueològica de Fiesole

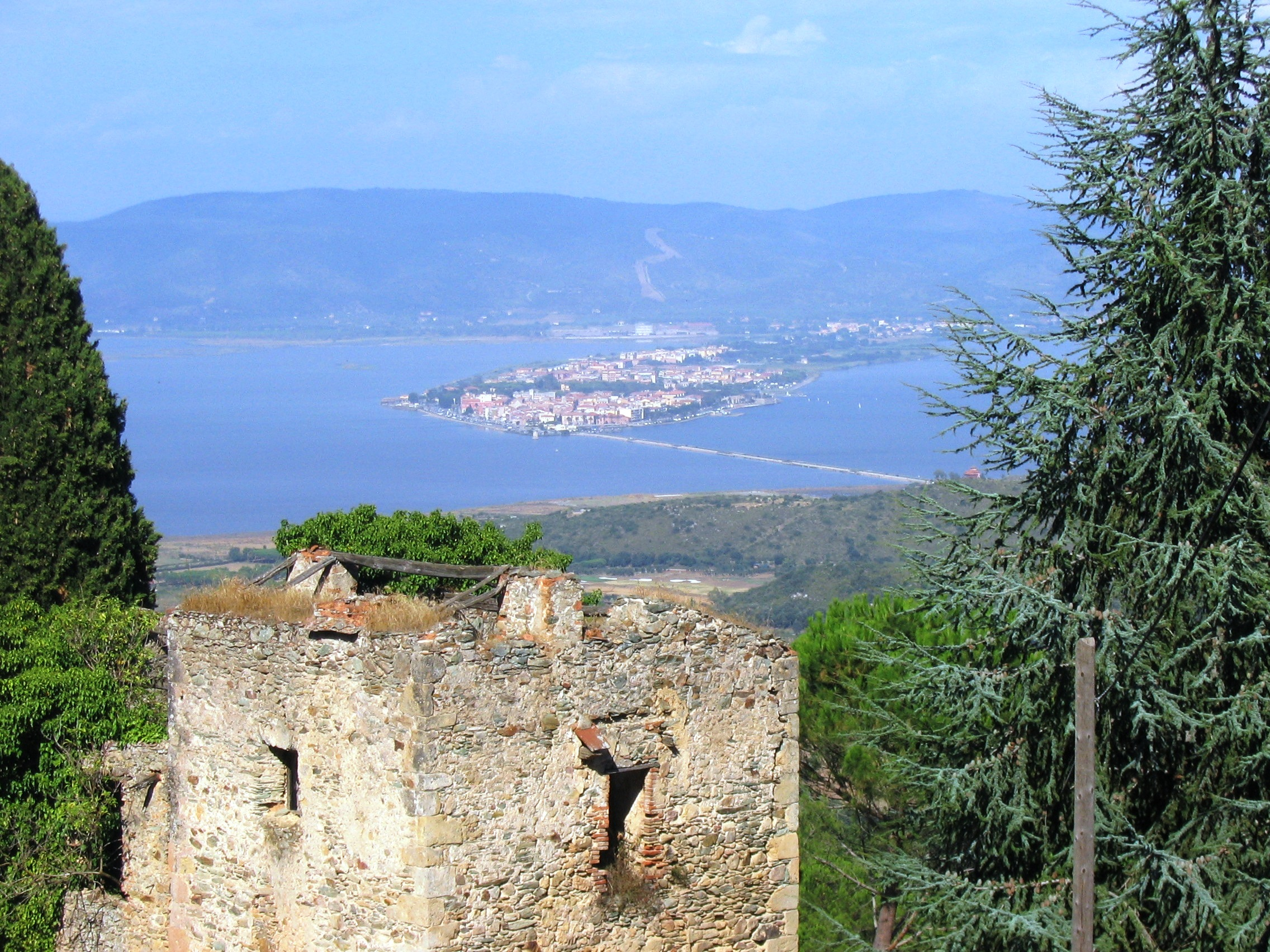
Vista de la llacuna d'Orbetello.

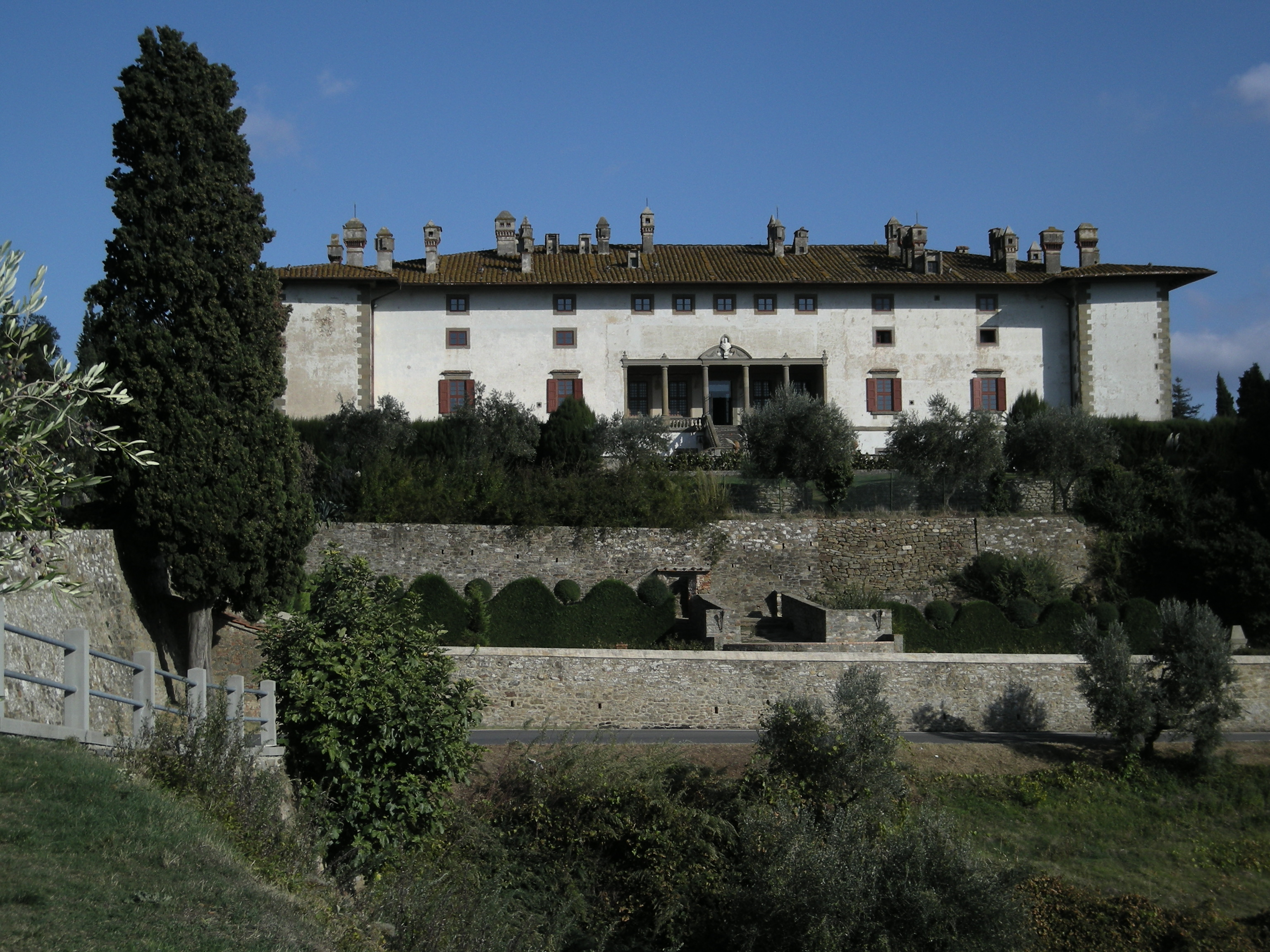
Villa Medici d'Artimino

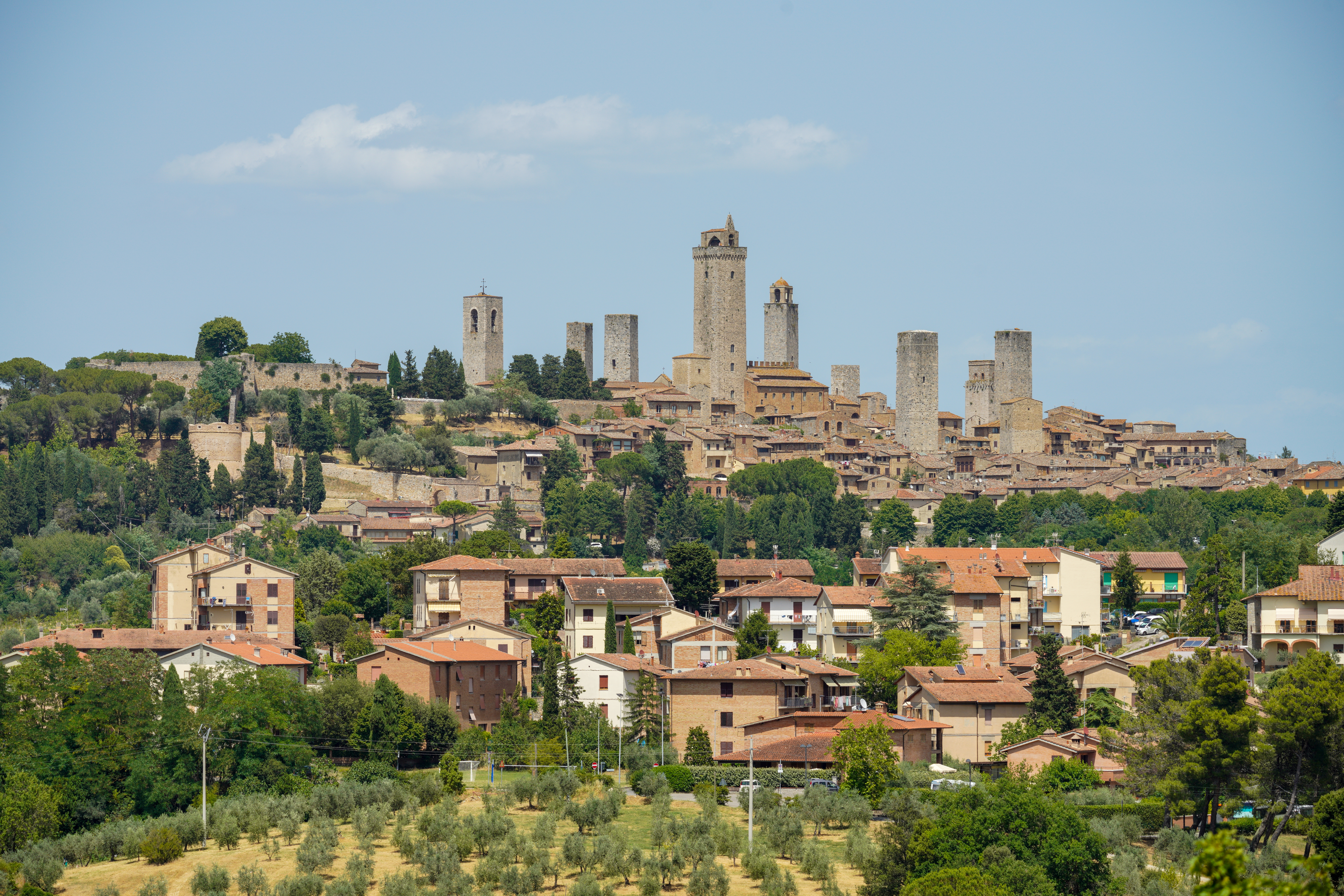
Vista de San Gimignano i les seves torres medievals.

Toscana és coneguda a nivell mundial per la seva gran riquesa de monuments i obres d'art, així com pels conjunts històrics de les ciutats de Florència, Pisa, Siena i Lucca; menys conegudes per al públic internacional són les ciutats d'Arezzo, Grosseto, Pistoia i Prato i són pràcticament desconegudes per al turisme els monuments de Liorna, Massa i Carrara.
A més a més de les capitals provincials, existeixen gran quantitat de centres urbans més petits; alguns d'ells són autèntiques ciutats històriques perfectament conservades, entre els que es poden destacar:
Província d'Arezzo
- Cortona: restes de l'època etrusca, monuments medievals, renaixentistes i barrocs
- Lucignano: burg medieval completament emmurallat, monuments medievals i renaixentistes
- Sansepolcro: monuments d'època medieval i renaixentista
- Castiglion Fiorentino: burg medieval emmurallat, restes de l'època etrusca

Província de Florència
- Fiesole: restes etrusques i romanes, monuments d'època medieval i renaixentista
- Certaldo: centre històric d'origen medieval

Província de Grosseto
- Massa Marittima: monuments d'època medieval i renaixentista
- Orbetello: restes etrusques i romanes i monuments d'època medieval, tardo-renacentista i barroca
- Pitigliano: restes prehistòriques i etrusques, monuments medievals, renaixentistes i barroquess
- Roselle: antiga ciutat etrusca
- Sorano: restes prehistòriques i etrusques, monuments medievals i renaixentistes
- Sovana: restes prehistòriques i etrusques, monuments medievals i renaixentistes

Província de Liorna
- Bolgheri: monuments medievals, tardo-barrocs i neomedievals
- Campiglia Marittima: restes etrusques, centre històric medieval
- Piombino: monuments medievals i tardorrenacentistas
- Populònia: restes etrusques, monuments medievals
- Suvereto: burg medieval

Província de Lucca
- Barga: restes prehistòriques, monuments medievals i barrocs
- Castelnuovo di Garfagnana: centre històric d'origen medieval
- Castiglione di Garfagnana: centre històric d'origen medieval
- Pietrasanta: monuments medievals, renaixentistes i moderns, escultures d'artistes contemporanis
- Viareggio: capital de l'Art Nouveau
- Villa Basilica: monuments medievals

Província de Massa-Carrara
- Pontremoli: centre prehistòric, romà i medieval, valuosos monuments barrocs
- Fivizzano: centre medieval i barroc

Província de Pisa
- Volterra: restes prehistòriques i etrusques-romanes, monuments medievals i renaixentistes
- San Miniato: monuments medievals
- Vicopisano: monuments medievals

Província de Prato
- Carmignano: Villa Médici d'Artimino
- Carmignano: Necròpoli etrusca de Prato Rosello
- Carmignano: Tomba etrusca de Boschetti
- Carmignano: Túmul de Montefortini
- Poggio a Caiano: Villa Medicea de Poggio a Caiano

Província de Pistoia
- Pescia: monuments medievals, renaixentistes i barrocs

Província de Siena
- San Gimignano: Patrimoni de la Humanitat per la UNESCO, petit centre urbà amb edificis del segle xiii i catorze torres medievals encara en peus, formant un conjunt de gran valor artístic, testimoni de lloc de trobada entre la tradició florentina i sienesa.
- Pienza: també Patrimoni de la Humanitat, una de les poquíssimes «ciutats ideals» renaixentistes d'Europa
- Colle di Val d'Elsa: centre històric medieval ben conservat, monuments renaixentistes i restes paleocristianes i etrusques-romanes
- Montepulciano: monuments medievals, renaixentistes i barrocs
- Montalcino centre històric medieval
- Chiusi restes etrusques-romanes, monuments paleocristians i medievals
- Monteriggioni burg medieval emmurallat, citat per Dante

## Història de l'art toscà
Toscana ha estat al llarg de la història una regió especialment fecunda al camp de l'art. Civilitzacions com els etruscs i estils artístics com el Renaixement van tenir el seu origen a terres toscanes. L'actual territori de la regió compta amb restes, jaciments i testimonis d'importància d'aquelles civilitzacions que la van poblar i d'aquells estils artístics que s'hi van desenvolupar.

### Època prehistòrica i etrusca

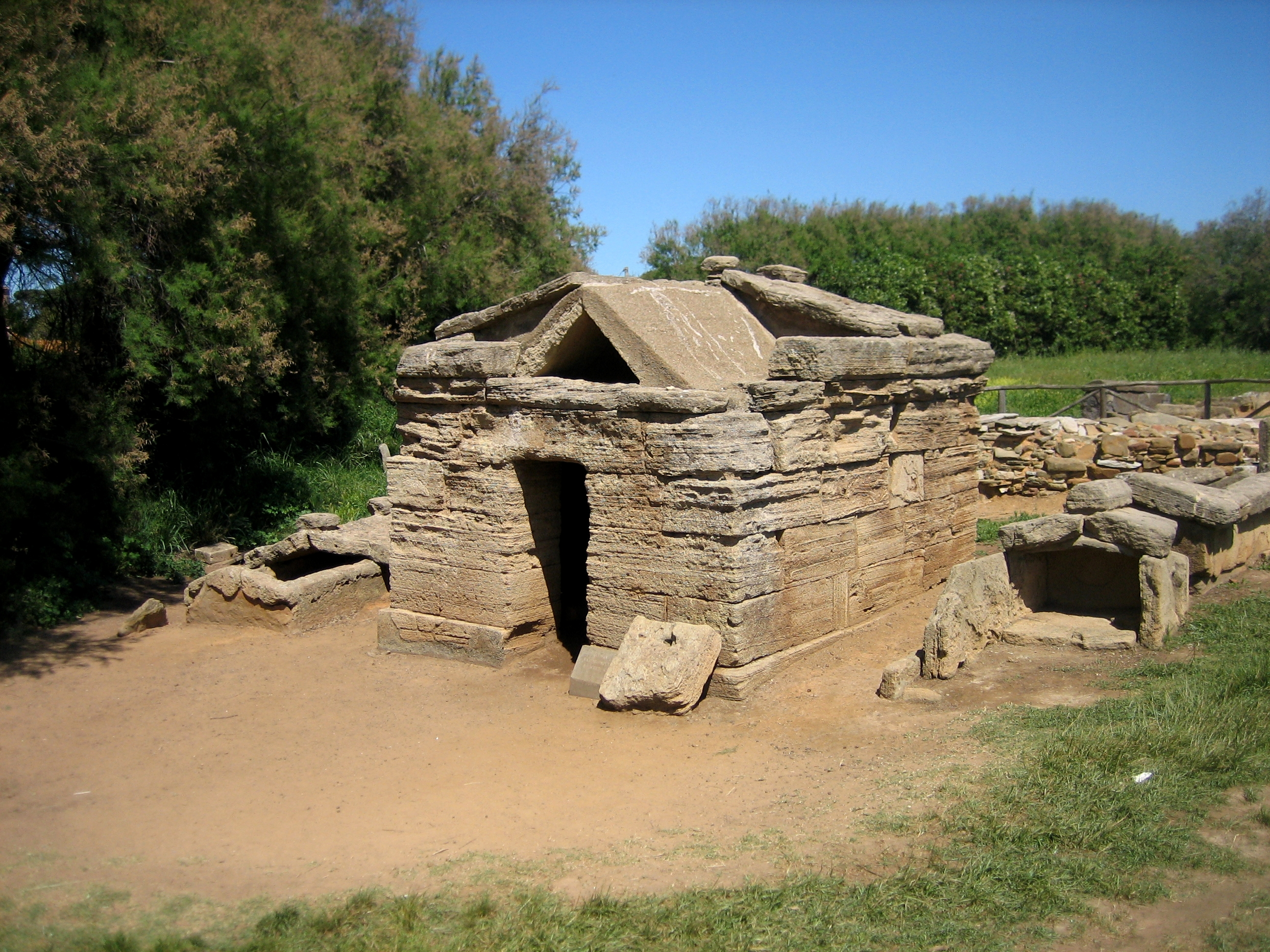
Necròpolis etrusca de Populònia.

La zona de l'actual província de Massa i Carrara va ser l'origen de l'antiguíssima civilització de les estàtues esteladas, al tercer mil·lenni aC. També es van desenvolupar al primer mil·lenni aC. a la zona que avui és la Toscana nombrosos assentaments de la denominada cultura de Villanova.
La civilització de Villanova es va assentar en gran part de la regió històrica d'Etrúria; a aquesta civilització la va seguir l'Etrusca, l'origen de la qual va ser la citada regió, que comprenia quasi en la seva totalitat l'actual territori toscà. Avui dia queden importants testimonis de les florents ciutats meridionals etrusques, principalment a la zona de la Maremma, al litoral de Liorna i a l'interior sienès i grossetano. D'excepcional valor són les necròpolis etrusques de Sovana, Vetulònia i Populònia. També a la Toscana septentrional existien nombrosos assentaments, encara que més aïllats que al vessant meridional. Entre aquests es poden destacar les restes arqueològiques trobades a Fiesole, Volterra, Cortona, Carmignano (província de Prato), amb les tombes etrusques de Montefortini, de Boschetti i la necròpoli de Prato Rosello. També es va descobrir una ciutat etrusca a Gonfienti, a la vora de Prato, probablement el principal centre de bescanvi comercial amb l'àrea de la plana Padana fins al final del segle V aC.
Entre les troballes etrusques trobades a les excavacions arqueològiques es pot destacar el Disc de Magliano, trobat a la localitat de Magliano in Toscana i fonamental per al desxifrat de la llengua etrusca.

### Cases rurals

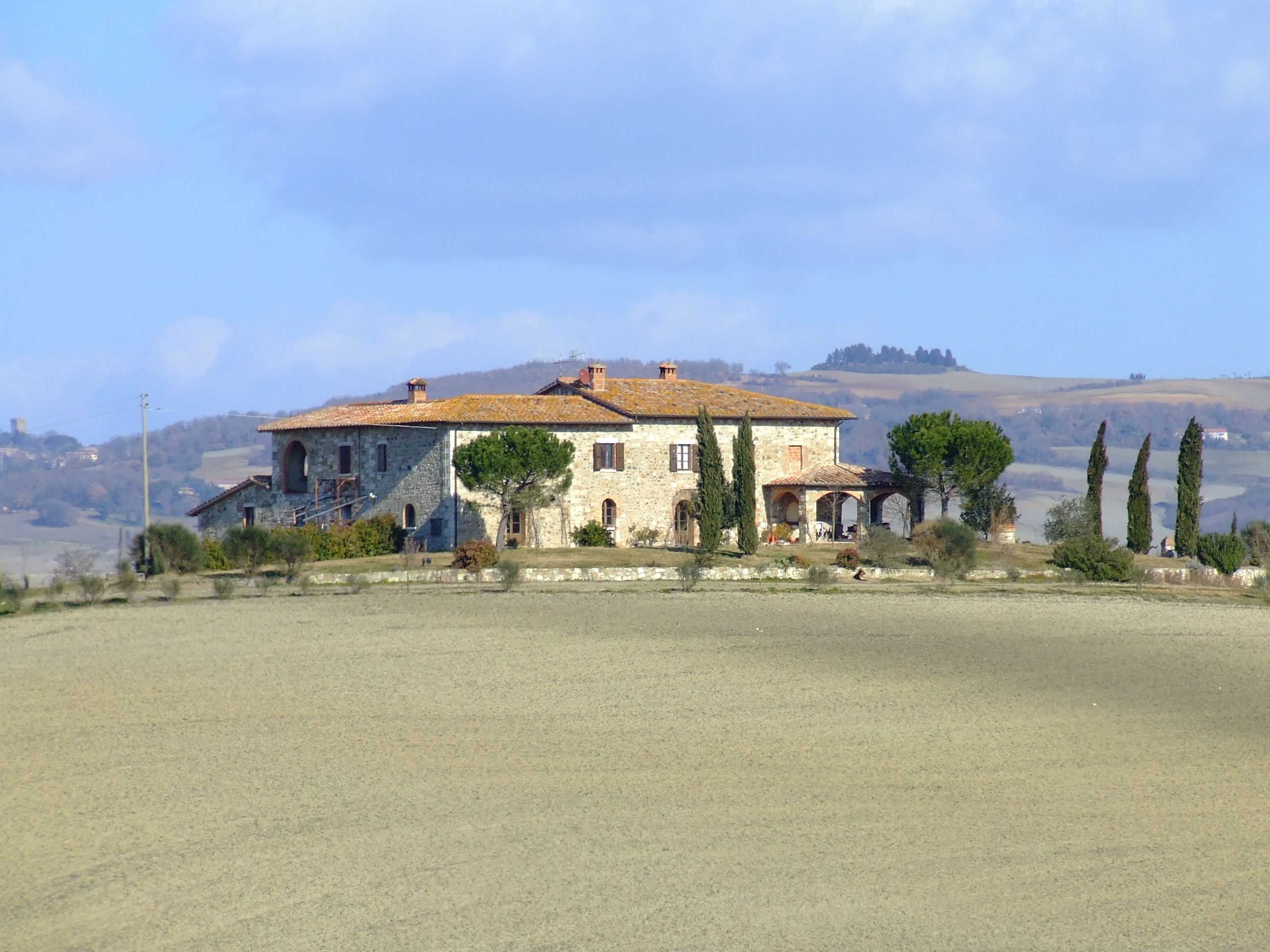
Casa colonial a la Vall de l'Orcia.

El camp toscà és conegut pels seus característics assentaments rurals dispersos lligats al sistema mitgeria. A l'edat mitjana algunes petites aglomeracions rurals van ser precursors de petits burgs que han arribat fins als nostres dies, època en què han conegut una gran revaloració. Aquest tipus d'assentament es troba principalment en àrees planes o sobre pujols interiors de la Toscana centre-septentrional.
Entre el període renaixentista i barroc sorgeixen nombroses fàbriques fortificades, denominades granges, principalment a la zona centre-meridional de la regió. En aquests complexos acostumava a construir-se una capella per a ús del propietari de l'explotació.
Des del segle xviii en endavant, el drenatge portat a terme a la zona de la Maremma i de les planes costaneres va suposar un impuls important per al desenvolupament de cases rurals, sobretot a les àrees costaneres centre-meridionals, on es necessitava reconvertir en terres cultivables aquelles que havien estat estèrils fins aquest moment. També en aquests nous assentaments es van construir capelles en les proximitats de les cases colonials i de les fàbriques, en les que els sacerdots es dedicaven de forma periòdica a oficiar les funcions religioses.
Les cases colonials, freqüentment aïllades, en constitueixen un dels elements fonamentals que caracteritzen el paisatge toscà, com per exemple el de la Vall de l'Orcia amb les seves característiques fileres de xiprers.
La casa rural presenta en general una construcció a base de murs de càrrega de maçoneria, amb dos pisos i coberta inclinada amb les típiques teules toscanes. Segons l'ús, les cases rurals poden presentar-se en dues tipologies: 
- residencial, amb una planta inferior per a estris i bestiar i una altra superior en què antigament es trobaven les cambres;
- o en forma d'hisenda, cas en el qual l'edifici principal està destinat a residència, mentre que existeixen una sèrie de construccions o estructures secundàries per al servei.

Cada zona de la Toscana presenta unes variacions locals pròpies, encara que es manté l'esquema fonamental: planta rectangular amb escala exterior per accedir a la cambra principal del pis superior.

### Vil·les i residències dels Mèdici

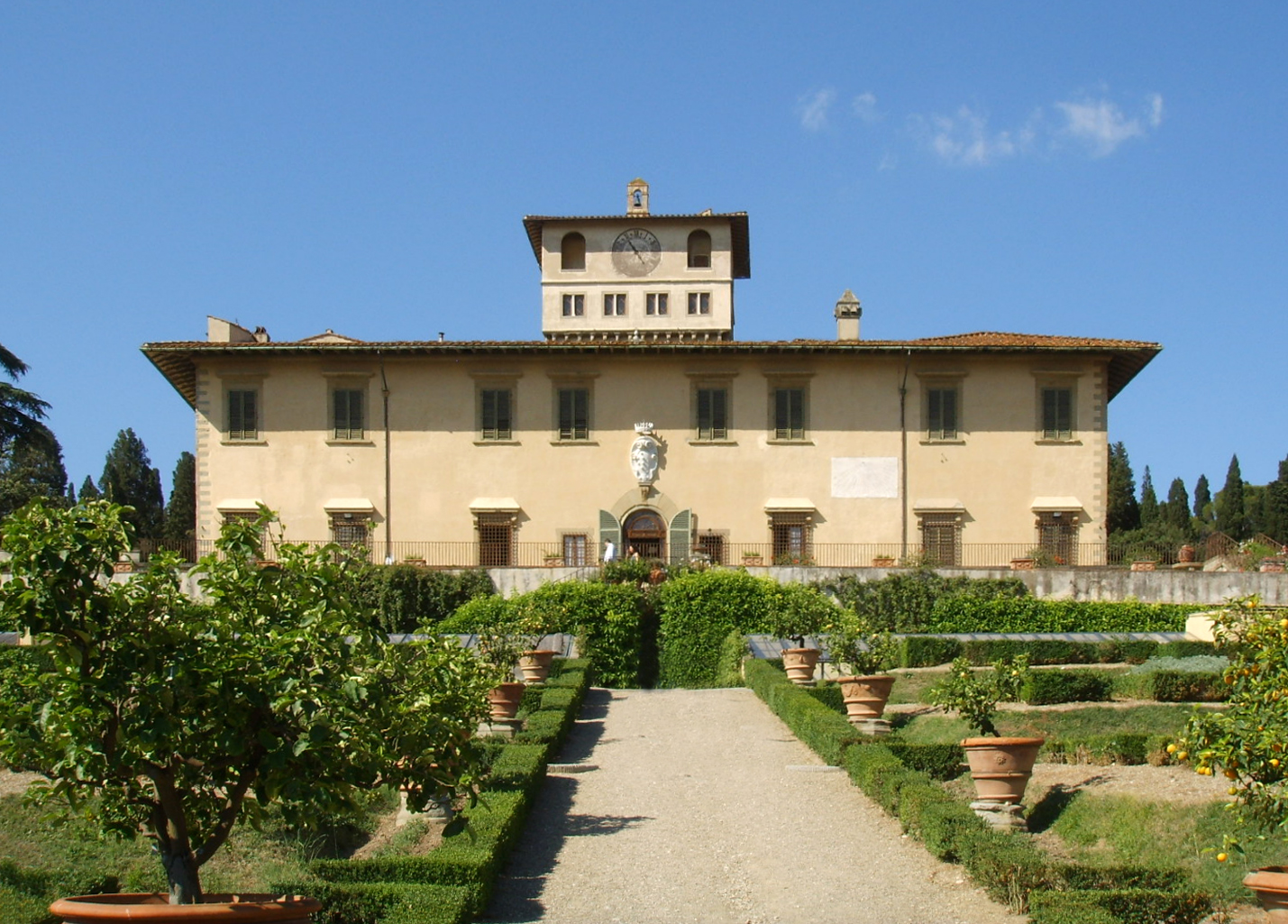
Vil·la La Petraia, a Florència.

Les vil·les dels Mèdici són uns complexos arquitectònics rurals que van formar part de les possessions de la família Mèdici entre els segles XV i XVII i que es troben als voltants de Florència i en altres llocs de la Toscana. Les vil·les eren palaus reials situats en la perifèria dels terrenys administrats pels Mèdici, a més a més de servir com a centres de l'activitat econòmica de l'àrea on estaven situades.
Les primeres vil·les dels Mèdici tenien aspecte fortificat i estaven situades en el Mugello, regió de la que eren originaris els Mèdici. En segles successius es van construir noves vil·les de forma dispersa sobre pràcticament tot el territori del Gran Ducat de Toscana, abandonant l'aparença fortificada per una altra més palatina i envoltant-se d'ordenats jardins. Prop de les vil·les es va generar un microcosmos on es desenvolupaven tots els rituals de la cort. Aquestes vil·les van esprémer al màxim el llenguatge assolit durant el Renaixement i Barroc a la Toscana, diferenciant-se així de les cases rurals toscanes que estaven construïdes en l'estil tradicional de la regió.
Després de la desaparició de la dinastia Mèdici durant el segle xviii, la propietat de les vil·les va passar a la dinastia de Lorena. Avui dia les vil·les tenen diferents usos: mentre que algunes són museus i d'altres estan ocupades per diferents institucions -com la Vil·la de Castelló, els jardins de la qual són un museu mentre que l'edifici és la seu de l'Accademia della Crusca-. També existeixen diverses que van ser venudes o arrendades en el seu moment a propietaris privats. de les quals algunes són residències privades mentre que d'altres es destinen a la celebració d'esdeveniments públics o privats.